# Cotyledon eliseae
Cotyledon eliseae är en fetbladsväxtart som beskrevs av E. van Jaarsveld. Cotyledon eliseae ingår i släktet Cotyledon och familjen fetbladsväxter. Inga underarter finns listade i Catalogue of Life.

## Bildgalleri

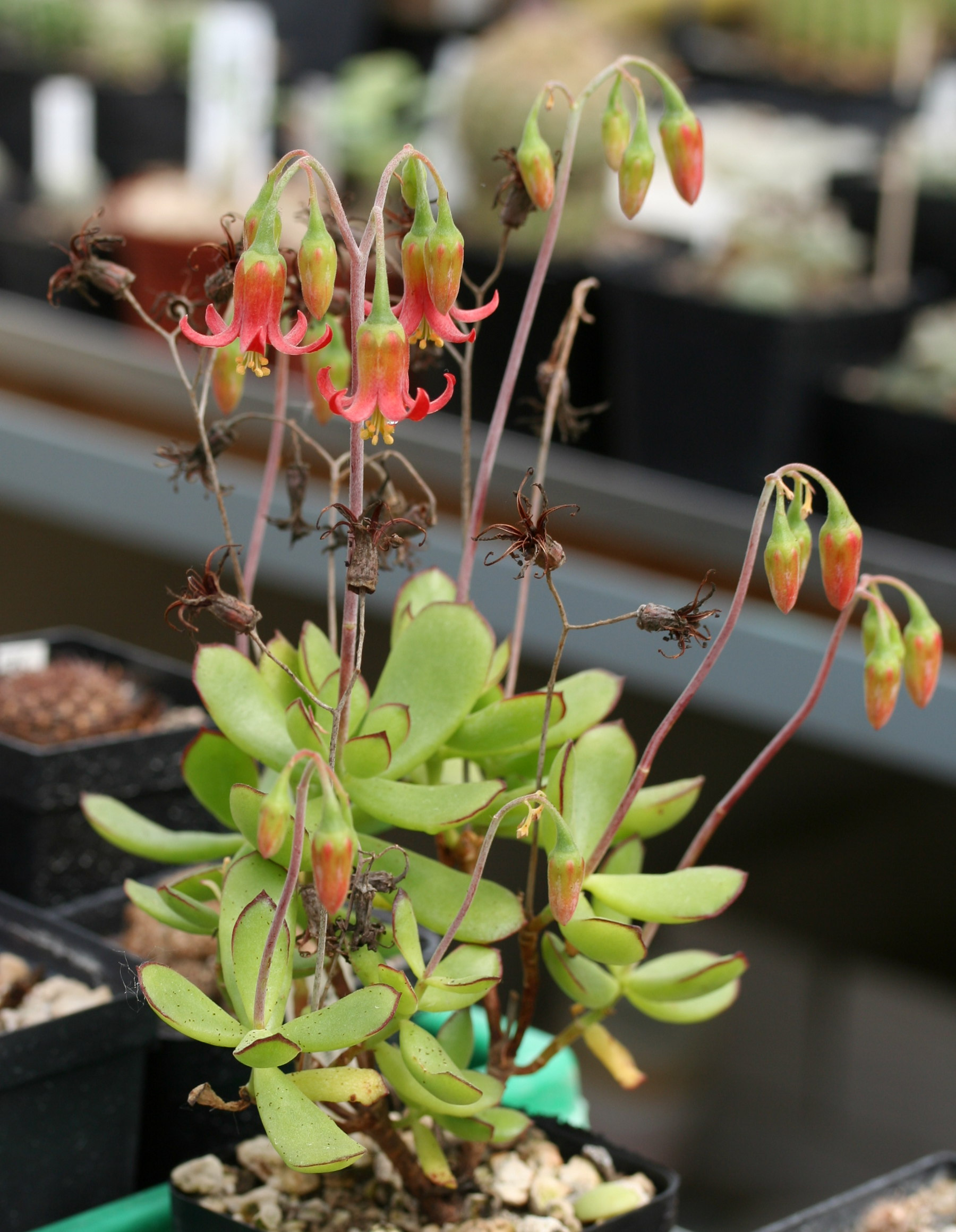
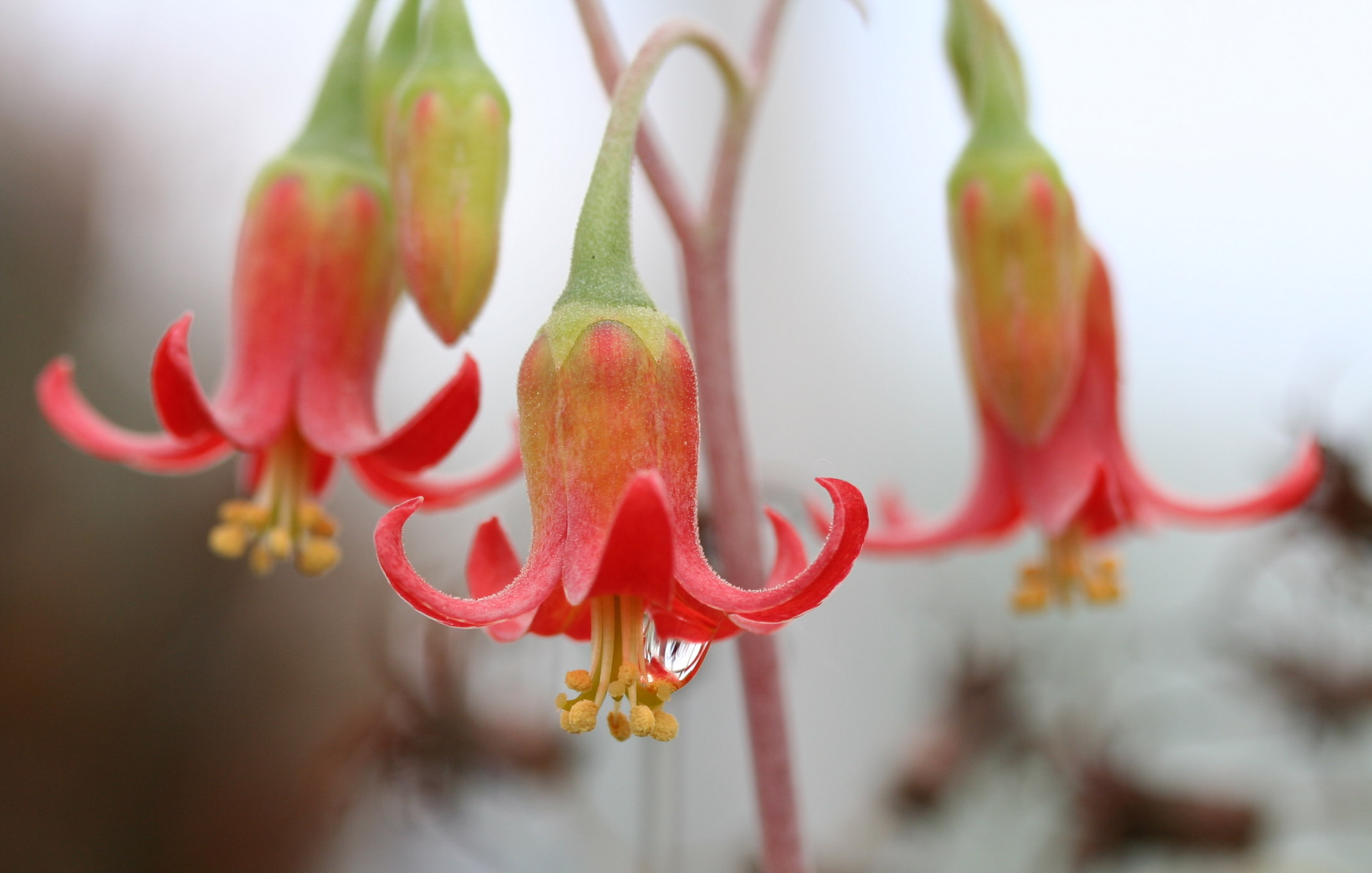